# Patrice Rio
Patrice Rio (Le Petit-Quevilly, 15 luglio 1948) è un ex calciatore francese, di ruolo difensore.
Anche suo padre Roger è stato un calciatore.

## Carriera
Giocò per molti anni nel Nantes, con cui vinse per quattro volte il campionato francese (1973, 1977, 1980 e 1983), oltre a una Coppa di Francia nel 1979.
Con la nazionale francese prese parte al campionato del mondo 1978 in Argentina.

## Palmarès

### Club

#### Competizioni nazionali
- Campionato francese: 4

Nantes: 1972-1973, 1976-1977, 1979-1980, 1982-1983
- Coppa di Francia: 1

Nantes: 1978-1979

#### Competizioni internazionali
- Coppa delle Alpi: 1

Nantes: 1982